# São Pedro (Gouveia)
A Freguesia de São Pedro foi uma das duas freguesias em que se implantava a cidade de Gouveia, na antiga província da Beira Alta, região do Centro e sub-região da Serra da Estrela, freguesia que tinha 27,53 km² de área e 1 850 habitantes (2011), e, por isso, uma densidade populacional de 67,2 hab/km².
Foi extinta em 2013, no âmbito de uma reforma administrativa nacional, para, em conjunto com a Freguesia de São Julião, formar uma nova freguesia denominada União das Freguesias de Gouveia (São Pedro e São Julião) da qual é a sede.
| Totais | Totais | Totais | Totais | Totais | Totais | Totais | Totais | Totais | Totais | Totais | Totais | Totais | Totais | Totais | Totais |
| ------ | ------ | ------ | ------ | ------ | ------ | ------ | ------ | ------ | ------ | ------ | ------ | ------ | ------ | ------ | ------ |
| Censo  | 1864   | 1878   | 1890   | 1900   | 1911   | 1920   | 1930   | 1940   | 1950   | 1960   | 1970   | 1981   | 1991   | 2001   | 2011   |
| Habit  | 1 796  | 1 768  | 2 064  | 2 303  | 2 291  | 1 952  | 2 074  | 2 498  | 2 749  | 2 222  | 1 493  | 2 308  | 2 427  | 2 314  | 1 850  |
| Varº   |        | -2%    | +17%   | +12%   | -1%    | -15%   | +6%    | +20%   | +10%   | -19%   | -33%   | +55%   | +5%    | -5%    | -20%   |

|     | 0-14 anos  | 15-24 anos | 25-64 anos   | 65 e + anos |
| Hab | 292 \| 193 | 279 \| 159 | 1 200 \| 948 | 543 \| 550  |
| Var | -34%       | -43%       | -21%         | +1%         |

## Património
- Igreja Matriz de São Pedro;
- Capela de Santa Cruz;
- Capela de São João;
- Capela de São Lázaro;
- Casa da Torre (Av. dos Bombeiros Voluntários)[4]